# Monografia (topografia)

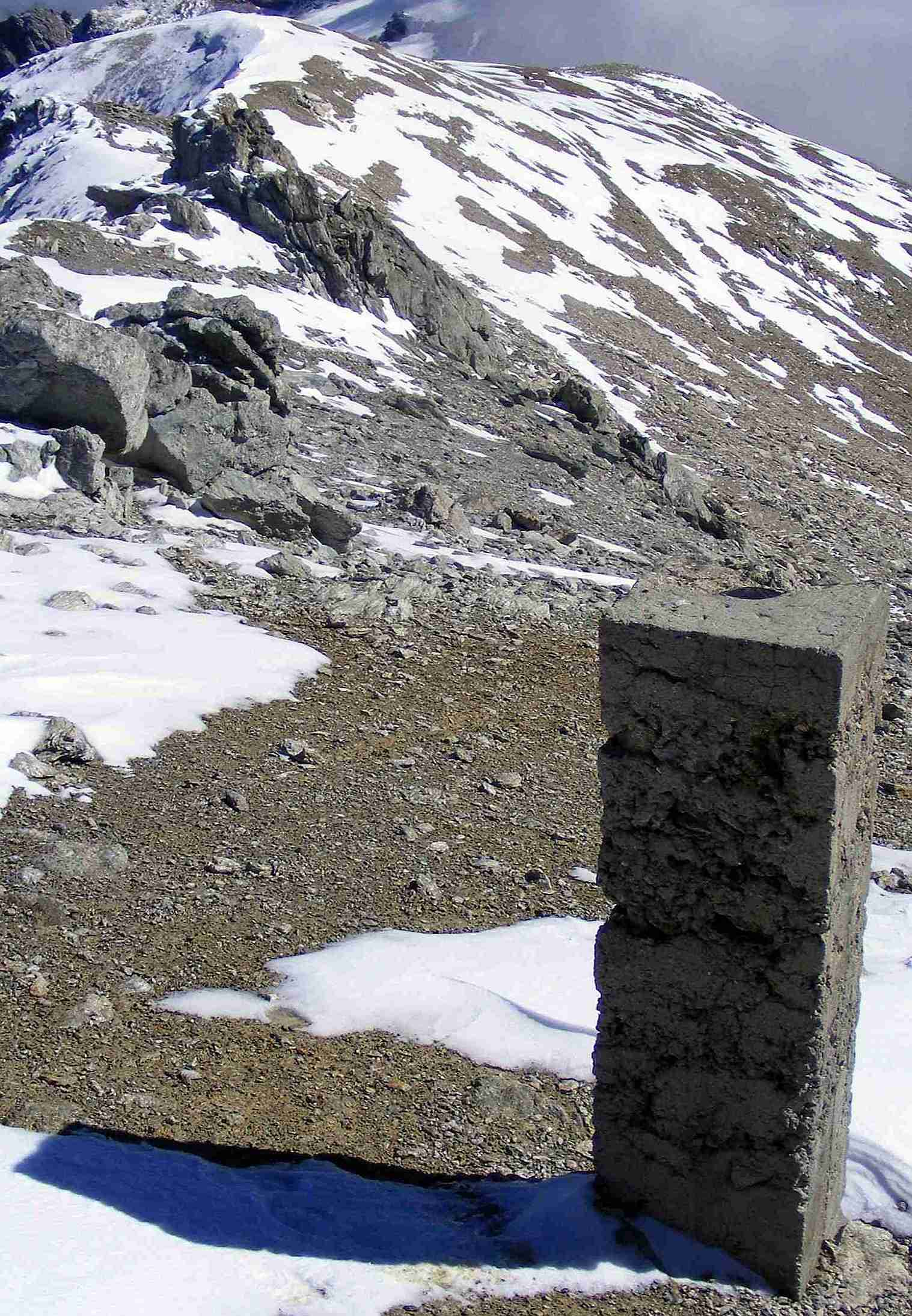
Esempio di vertice geodetico su una cima montuosa.

Una monografìa è, in topografia, una scheda illustrativa utile all'esatta identificazione e reperimento di un dato punto di coordinate note, sulla superficie terrestre.

## Descrizione
Nelle monografie compaiono:
- identificativo del punto;
- coordinate piane e/o geografiche del punto
- descrizione planimetrica e altimetrica del punto;
- stralcio del foglio catastale di appartenenza del punto;
- fotografìa o schizzo prospettico del punto;
- eventuali dettagli o note aggiuntive.

In Italia, le schede monografiche possono essere relative a punti appartenenti alla rete catastale (detti anche "punti fiduciali") oppure appartenenti alla rete geodetica o dell'IGM (vertici trigonometrici). Le schede monografiche relative alla rete catastale sono liberamente disponibili sul sito web dell'Agenzia del Territorio.